# ويليام وكيت (فلم)
ويليام وكيت (بالإنجليزية: William & Kate) وهو فلم تلفزيوني أمريكي تم إنتاجه في سنة 2011 والفلم يحكي عن قصة حب الأمير ويليام مع كيت ميدلتون وذلك قبل زواجهما في سنة 2011 وهو أول فلم أمريكي يتكلم عن العائلة المالكة في المملكة المتحدة الفلم من إخراج مارك روزمان ومن بطولة الممثل النيوزلندي نيكو إيفرس سويندل بدور الأمير وليام و كاميلا لودينجتون بدور كيت وقد تم تصوير الفلم بين لوس انجلوس و مناطق في المملكة المتحدة.

## البطولة
- نيكو إيفيرس سويندل بدور الأمير وليم
- كاميلا لودينجتون بدور كاثرين ميدلتون
- سامانثا ويتاكير بدور أوليفيا مارتن
- جوناثان باتريك مور بدور يان موسغروف
- ريتشارد ريد بدور ديريك روجرز
- بين كروس بدور الأمير تشارلز
- كالفن غولدسبينك بدور جيمس ميدلتون
- سيرينا سكوت توماس بدور كارول ميدلتون
- كريستوفر كوزينز بدور الأمير هاري
- تريبي غلوفر بدور مارغريت ويلنغتون
- لويز لينتون بدور فانسيا روز بيلوس
- فكتوريا تينانت بدور سيليا
- ماري إيليس هايدن بدور بيبا ميدلتون

## وصلات خارجية
- مقالات تستعمل روابط فنية بلا صلة مع ويكي بيانات

1. ↑  "معلومات عن ويليام وكيت (فيلم) على موقع filmweb.pl". filmweb.pl. مؤرشف من الأصل في 2019-12-16.
2. ↑  "معلومات عن ويليام وكيت (فيلم) على موقع filmaffinity.com". filmaffinity.com. مؤرشف من الأصل في 2019-12-16.
3. ↑  "معلومات عن ويليام وكيت (فيلم) على موقع allmovie.com". allmovie.com. مؤرشف من الأصل في 2019-12-15.